# Stierlitz
Max Otto von Stierlitz (im russischen Original: Макс Отто фон Штирлиц) ist der heroische Protagonist einer russischen Bücher-Reihe, die von Julian Semjonow geschrieben wurde, und einer sowjetischen Fernsehserie der 1970er Jahre (Siebzehn Augenblicke des Frühlings). Thematisch sind die Abenteuer von Stierlitz an die Zeit des Nationalsozialismus und teilweise den Kalten Krieg angelehnt. Die Verfilmung (1973) (Originaltitel: Семнадцать мгновений весны, Semnadzat mgnoweni wesny) macht den Hauptdarsteller Wjatscheslaw Tichonow für viele Russen unsterblich. Am 8. Februar 2008 feierte er seinen 80. Geburtstag und wurde im Russischen Fernsehen mit einer Sondersendung geehrt.

## Hintergrund
Teilweise basieren die Stierlitz-Bücher auf zeitgeschichtlichen Ereignissen. Beispielsweise verhindert er mit obersten SS-Offizieren einen Plan der USA, Nachkriegsdeutschland von der sowjetischen Besatzung zu befreien.
Es gibt Gerüchte, nach denen der Autor Semjonow, aufgrund seiner tiefen Einblicke in die Institution, selbst ein KGB-Agent war. Als Semjonow sein erstes Werk herausgab, könnte er versucht haben, den angeschlagenen Ruf des KGB aufzubessern, der unter Stalins Exzessen gelitten hatte. Durch Stierlitz’ Popularität hat der KGB an Prestige gewonnen.
Stierlitz’ russischer Name Maxim Maximowitsch Issajew (Максим Максимович Исаев) wird in der Fernsehserie Siebzehn Augenblicke des Frühlings enthüllt, doch auch das ist ein Deckname. Der echte Name von Stierlitz ist Wsewolod Wladimirowitsch Wladimirow.
Stierlitz galt als idealer KGB-Agent: in Russland geboren, ausreichend konsequent, um seine Missionen zu Ende zu bringen, familiär kultiviert und alle europäischen Sprachen außer Irisch und Albanisch sprechend. Er zog intellektuelle Mittel der Gewalt vor und hat in seiner über 50-jährigen Karriere lediglich einen Mord begangen. Ähnlich wie James Bond hatte auch Stierlitz ein Lieblingsgetränk: Cognac. Er fuhr einen Mercedes 230 (laut Buch Horch) und hatte weniger mit Frauen zu tun als Bond.
Einige Handlungen des Films 17 Augenblicke des Frühlings spielen in Berlin. Speziell das Wohnhaus von Stierlitz in Pankow ist bekannt und wurde zu DDR-Zeiten als Hauptquartier der chilenischen Emigranten genutzt. Trotz fast völliger Unbekanntheit der Serie in Deutschland können in Berlin Exkursionen zu aus ihr bekannten Orten gebucht werden.

## Zeitliche Übersicht
| Titel                                                                               | Handlungszeit | Handlungsort         | Wladimirows Decknamen   | Entstehungszeit | Verfilmung (ggf. abweichender Titel, Länge, Darsteller von Wladimirow)      |
| ----------------------------------------------------------------------------------- | ------------- | -------------------- | ----------------------- | --------------- | --------------------------------------------------------------------------- |
| Бриллианты для диктатуры пролетариата (Diamanten für die Diktatur des Proletariats) | 1921          | Estland              | Issajew                 | 1970/74         | 1975 (151 Min., W. S. Iwaschow); 2009 (Исаев-1, 400 Min., D. A. Strachow)   |
| Пароль не нужен (Passwort nicht nötig)                                              | 1921–1922     | Ferner Osten         | Issajew                 | 1963            | 1967 (164 Min., R. R. Nachapetow); 2009 (Исаев-2, 400 Min., D. A. Strachow) |
| Нежность (Zärtlichkeit)                                                             | 1927          | Schanghai            | Issajew                 | 1972            | 2009 (Ende von Исаев-2)                                                     |
| Испанский вариант (Die spanische Variante)                                          | 1938          | Spanien              | Stierlitz/Justas        | 1973            | 1980 (134 Min., U. Dumpis)                                                  |
| Альтернатива (Die Alternative, dt. 1978)                                            | 1941          | Jugoslawien          | Stierlitz/Justas        | 1973/78         | -                                                                           |
| Третья карта (Die dritte Karte)                                                     | 1941          | Ukraine              | Stierlitz/Justas        | 1973/74         | -                                                                           |
| Майор Вихрь (Major „Wirbelwind“)                                                    | 1944–1945     | Polen                | Stierlitz/Justas        | 1964/65         | 1967 (216 Min., ohne Stierlitz)                                             |
| Семнадцать мгновений весны (Siebzehn Augenblicke des Frühlings)                     | 1945          | Deutschland, Schweiz | Stierlitz/Justas        | 1968            | 1973 (830 Min., W. W. Tichonow)                                             |
| Приказано выжить (Befehl Überleben)                                                 | 1945          | Deutschland          | Bolsen/Stierlitz/Justas | 1982            | -                                                                           |
| Экспансия – I (Die Erweiterung – Teil 1)                                            | 1946          | Spanien              | Brunn/Stierlitz         | 1984            | -                                                                           |
| Экспансия – II (Die Erweiterung – Teil 2)                                           | 1946          | Argentinien          | Stierlitz               | 1985            | -                                                                           |
| Экспансия – III (Die Erweiterung – Teil 3)                                          | 1947          | Argentinien          | Stierlitz               | 1986            | -                                                                           |
| Отчаяние (Verzweiflung)                                                             | 1947–1953     | Moskau               | Issajew                 | 1988            | -                                                                           |
| Бомба для председателя (Eine Bombe für den Vorsitzenden)                            | 1967          | West-Berlin          | Issajew                 | 1970            | 1976 (Жизнь и смерть Фердинанда Люса, 265 Min., W. D. Safonow)              |

## Stierlitz-Witze
Der Mehrteiler Siebzehn Augenblicke des Frühlings war derart erfolgreich in der UdSSR, dass er sofort als Quelle für russische Witze herhalten musste. Die meisten dieser Witze parodieren die Erzählerstimme vom Schauspieler Jefim Kopeljan.
Viele dieser Witze bauen auf Wortspielen auf:

„Stierlitz ging der Blumenstraße entlang. Plötzlich hob er die Augen. Das waren die Augen von Professor Pleischner.“

Gelegentlich wird auf Schauspieler angespielt, die im Film mitgespielt haben:

„Stierlitz wachte in einer Gefängniszelle auf. Nun dachte er: wo bin ich gefangen? Bei den Deutschen oder bei den Russen? Bin ich Max Otto von Stierlitz oder Maxim Issajew? Plötzlich geht die Tür auf, ein russischer Milizionär kommt rein: „Da haben Sie gestern wohl über den Durst getrunken, Genosse Tichonow!““

Viele Witze ironisieren die Fähigkeit Stierlitz', sich aus den unmöglichsten Situationen herauszuwinden:
Eine Sitzung in Hitlers Bunker. Plötzlich kommt ein Mann rein, schenkt allen Tee ein, nimmt geheime Dokumente aus dem Tresor und geht wieder. Hitler ist perplex:

„Wer war das gerade?“

Müller antwortet:

„Das ist Stierlitz aus Schellenbergs Abteilung. In Wirklichkeit ist er russischer Agent, Oberst Issajew.“

„Warum verhaften Sie ihn denn nicht?“

„Sinnlos. Der wird sich eh rauswinden. Er wird sagen, er hätte bloß Tee gebracht.“
Andere Witze ziehen die Film-Begrifflichkeiten durch den Kakao:
Müller sitzt in seinem Büro und schreibt Mitarbeitercharakteristiken. Er bittet Obersturmbannführer Holtoff rein:

„Holtoff, nennen Sie mir eine Zahl zwischen 10 und 99.“

„26.“

„Und warum nicht 62?“

„Ich sagte, 26.“

„Danke.“ – und schreibt Holtoff ins Dossier: „Charakter: nordisch“. Dann bittet er Obersturmbannführer Eismann rein.

„Eismann, nennen Sie mir eine Zahl zwischen 10 und 99.“

„73.“

„Und warum nicht 37?“

„Na, wenn Sie 37 sagen, dann wird’s wohl 37 sein.“

„Danke.“ – und schreibt Eismann ins Dossier: „Charakter: dem nordischen nahe“. Dann ruft er Stierlitz rein.

„Stierlitz, nennen Sie mir eine Zahl zwischen 10 und 99.“

„66.“

„Und warum nicht… Mist, Issajew, hör bloß auf, meine Arbeit zu sabotieren!“
Gelegentlich werden dramatische Situationen ins Groteske überführt:

„Am 23. Februar ging Stierlitz in der Rotarmisten-Uniform besoffen über die Prinz-Albrecht-Straße, schwenkte die rote Flagge und grölte russische Lieder. Off-Stimme von Kopeljan: „Noch nie zuvor war Stierlitz’ Mission dem Scheitern so nahe…““

## Rezeption
Die Beliebtheit der TV-Figur Stierlitz bei der russischen Bevölkerung soll dazu geführt haben, dass 1999 ein ehemaliger KGB-Agent mit Bezug zu Deutschland für das Amt des russischen Ministerpräsidenten ausgewählt wurde, der dann nach Präsident Jelzins Rücktritt 2000 dessen Nachfolger wurde.
Über einen Krimi dieser Reihe erfuhr Wladimir Putin auch erstmals von Stepan Bandera, so der russische Journalist Michail Sygar („War and Punishment: Putin, Zelensky, and the Path to Russia's Invasion of Ukraine“).